# Mineral (Virginia)
Mineral es una localidad situada en el condado de Louisa, Virginia, Estados Unidos. Tiene una población estimada, a mediados de 2021, de 485 habitantes.

## Demografía

### Censo de 2020
Según el censo de 2020, en ese momento había 470 habitantes y 175 hogares en la localidad. La densidad de población era de 204.35 hab./km². Había 195 viviendas, lo que representaba una densidad de 84.8/km². El 82.98% de los habitantes eran blancos, el 5.53% eran afroamericanos, el 0.43% eran amerindios, el 1.06% eran asiáticos, el 0.43% eran isleños del Pacífico, el 2.34% eran de otras razas y el 7.23% eran de una mezcla de razas. Del total de la población, el 7.02% eran hispanos o latinos de cualquier raza.

### Censo de 2000
Según el censo de 2000, en ese momento había 424 personas, 172 hogares y 115 familias en la localidad. La densidad de población era de 183,9 hab./km². Había 196 viviendas con una densidad media de 85,0 viviendas/km². El 96,70% de los habitantes eran blancos, el 2,12% eran afroamericanos, el 0,24% eran amerindios y el 0,94% eran de una mezcla de razas.
De los 172 hogares, en el 30,2% había menores de 18 años, el 53,5% pertenecía a parejas casadas, el 9,9% tenía a una mujer como cabeza de familia y el 32,6% no eran familias. El 30,2% de los hogares estaba compuesto por un único individuo y el 15,1% pertenecía a alguien mayor de 65 años viviendo solo. El tamaño promedio de los hogares era de 2,47 personas y el de las familias de 3,09.
La población estaba distribuida en un 24,3% de habitantes menores de 18 años, un 7,3% entre 18 y 24 años, un 27,1% de 25 a 44, un 24,1% de 45 a 64 y un 17,2% de 65 años o mayores. La media de edad era 40 años. Por cada 100 mujeres había 100,0 hombres. Por cada 100 mujeres de 18 años o más, había 88,8 hombres.
Los ingresos medios de los hogares de la localidad eran de $37.500 y los ingresos medios de las familias eran de $49.000. Los hombres tenían ingresos medios por $34.375 frente a los $24.063 que percibían las mujeres. Los ingresos per cápita para la localidad eran de $19.397. El 6,4% de la población y el 4,5% de las familias estaban por debajo del umbral de pobreza. El 5,2% de los menores de 18 años y el 3,9% de los habitantes de 65 años o más vivían por debajo del umbral de pobreza.

## Geografía
Según la Oficina del Censo de los Estados Unidos, la localidad tiene un área total de 2.31 km², de los cuales 2.30 km² son tierra y 0.01 km² son agua.